# Beck Bennett
Beck Bennett (Wilmette, 1 oktober 1984) is een Amerikaanse acteur en komiek. Van 2013 tot 2021 maakte hij deel uit van de cast van het sketchprogramma Saturday Night Live.

## Biografie
Beck Bennett werd in 1984 geboren in Wilmette, een dorp ten noorden van Chicago, als de zoon van Sarah en Andy Bennett. In 2003 studeerde hij af aan de New Trier High School, waarna hij zich aansloot bij de drama-afdeling van de University of Southern California.
Aan de universiteit maakte hij net als Kyle Mooney en Nick Rutherford deel uit van het komisch gezelschap Commedus Interruptus. In 2007, na het behalen van hun diploma, richtte het drietal samen met regisseur Dave McCary de sketchgroep Good Neighbor op. De sketches van de groep werden geprezen door onder meer komiek Louis C.K. en regisseur Steven Spielberg.
In 2011 lanceerde hij Fresh Perspectives, een komische politieke talkshow met kinderen. De komische reeks leverde hem een rol op in reclamespots van het bedrijf AT&T, waarin hij eveneens kinderen interviewt.
In 2013 had Bennett een kleine rol in de sitcom Last Man Standing en sprak hij de stem in van een personage uit de animatieserie Axe Cop. In augustus van dat jaar werden Bennett, Mooney en McCary in dienst genomen bij het bekende sketchprogramma Saturday Night Live (SNL). Bennett en Mooney werden als acteurs aangenomen, McCary als regisseur. Doordat ze alle drie deel uitmaakten van dezelfde sketchgroep (Good Neighbor) werden ze in de Amerikaanse media bestempeld als de opvolgers van het Lonely Island-collectief. Bij SNL imiteert Bennett regelmatig bekendheden als Vladimir Poetin en Mike Pence.

## Filmografie
Film
- The Prototype (2005)
- Kill Me Now (2012)
- Acting Like Adults (2012)
- Beside Still Waters (2013)
- Intramural (2014)
- The Party Is Over (2015)
- Zoolander 2 (2016)
- (Dean) (2016)
- Sing (2016) (stem)
- The Late Bloomer (2016)
- Brigsby Bear (2017)
- The Unicorn (2018)
- The Angry Birds Movie 2 (2019) (stem)
- Superman (2025)

Televisie (selectie)
- Last Man Standing (2013)
- Arrested Development (2013)
- Axe Cop (2013) (stem)
- Saturday Night Live (2013–2022)
- Master of None (2017)
- Comrade Detective (2017)
- DuckTales (2017–) (stem)